# Kenneth Carpenter
Ph. D. Kenneth Carpenter (* 21. září 1949 Tokio) je americký vertebrátní paleontolog narozený v Japonsku (v Tokiu) a dlouhodobě působící v Denver Museum of Natural History (muzeu přírodní historie v Denveru), později na Coloradské univerzitě v Boulderu.

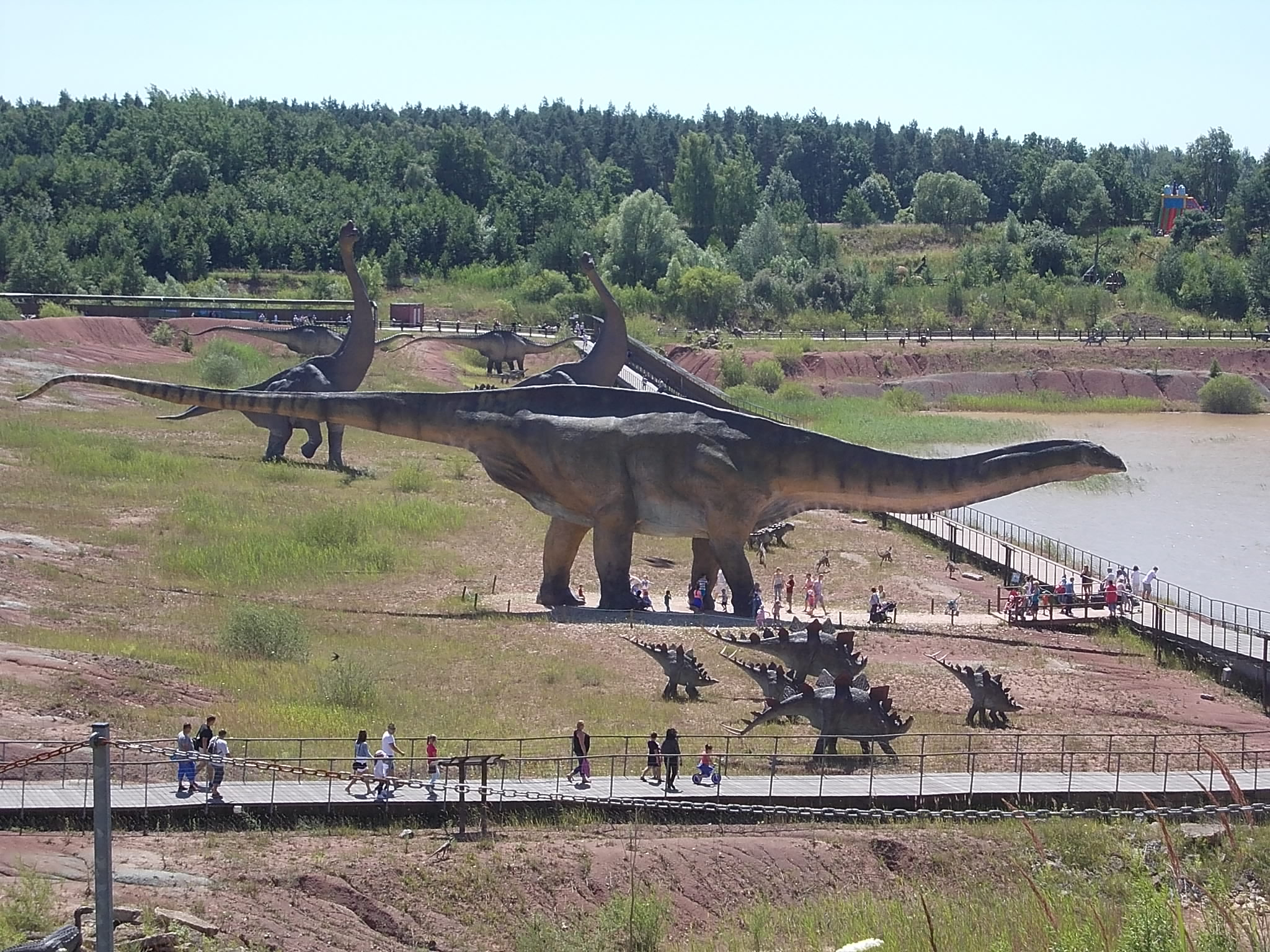
Model obřího sauropoda druhu Maraapunisaurus (dříve Amphicoelias) fragillimus, nově popsaného v roce 2018 Kennethem Carpenterem.

## Činnost
Carpenter je autorem mnoha knih i populárních statí o dinosaurech a obecněji o životě v druhohorách. Jen k roku 2017 vydal na 250 odborných prací, 13 knih a množství popularizačních článků, objevil se také minimálně ve 33 televizních dokumentárních pořadech o dinosaurech. Jeho hlavním objektem výzkumu jsou dlouhodobě tzv. "obrnění" dinosauři ze skupiny Thyreophora (stegosauři a ankylosauři). Specializuje se však také na výzkum dinosauří megafauny z raně křídového geologického souvrství Cedar Mountain ve východním Utahu a také z pozdně jurského geologického souvrství Morrison především na území Colorada. Formálně popsal například v roce 2018 obřího sauropoda rodu Maraapunisaurus, dříve známého jako Amphicoelias (fragillimus).